# Lake Chad Game Reserve
Das Lake Chad Game Reserve ist ein Naturschutzgebiet im Nordosten des nigerianischen Bundesstaates Borno.

## Lage
Es umfasst eine Fläche von 6073,54 km² im Verwaltungsgebiet der Großraumgemeinden Bosso, Kurnawa, Baga, Marte und Gambourou auf einer Höhe von durchschnittlich 280 Metern über dem Meeresspiegel. Am 30. April 2008 wurde es unter dem Titel Lake Chad Wetlands in Nigeria in die Liste der Feuchtgebiete von internationaler Bedeutung der Ramsar-Konvention aufgenommen. Von der IUCN wird es in die Kategorie IV, Biotop-/Artenschutzgebiet mit Management, eingestuft. Es gilt als bedeutendes Feuchtgebiet in der Region des Sahels. Die Grenzen des Game Reserve werden bestimmt durch die Staatsgrenzen zu Niger im Norden, zum Tschad im Osten, Kamerun im Südosten und der ehemaligen Uferlinie des Tschadsees im Westen und Südwesten.

## Entstehung
Die Lake Chad Wetlands in Nigeria und das Game Reserve erstrecken sich auf dem ehemaligen Seegrund des nigerianischen Teils des Tschadsees, dessen freie Wasserfläche bis in die 1970er Jahre dieses Gebiet bedeckte. Durch seinen Rückzug in den 1970/80er Jahren fiel der Seegrund trocken und es entstand ein Komplex von permanenten und saisonalen Seen, Sumpf- und Feuchtgebieten. Die Hauptwasserzuflüsse in dieses Feuchtgebiet generieren die Flüsse Komadugu Yobe, Ngadda und Yedseram. Deren Abflussregime  und die Niederschlagsmengen bestimmen die Artenvielfalt von Flora und Fauna in diesem Gebiet. Der Wasserzufluss beginnt im August durch den Beginn der Monsunsaison und erreicht ihren Höhepunkt zwischen Dezember und Februar, durch das Eintreffen der Hochwassersaison in den Flusssystemen. Im Februar wird der Wasserhöchststand in den Feuchtgebiete erreicht, in dieser Zeit dehnen sie sich bis an die Uferlinien des heutigen Tschadsees aus.

## Klima
Das Klima in der Region wird als tropisch wechselfeucht bezeichnet, mit einer ausgeprägten Trennung von Regen- und Trockenperiode. mit Tiefsttemperaturen im Januar von 8 °C und Höchsttemperaturen im April von 47 °C. Die Regenzeit erstreckt sich von Mai bis Oktober und wird bestimmt durch die Niederschlagsregime des westafrikanischen Monsuns. Die durchschnittliche jährliche Niederschlagsmenge beträgt ca. 300 bis 400 mm und das Verdunstungspotenzial rangiert von 2300 bis über 3000 mm.

## Flora und Fauna

### Flora
Die Böden in diesen Feuchtgebieten werden nach der USDA-Bodenklassifikation als Vertisole Lehmböden bezeichnet, regional werden diese als firki bezeichnet. Die Vegetation in diesem Gebiet wird auf Hausa als Fadama bezeichnet, dieses Wort bezieht sich auf saisonale Überflutungsgebiete. Diese Fadama-Vegetation wird bestimmt durch Gras- und kleinwüchsigen Buschsavannen. Die übermannshohe Typha domingensis wächst an den Wasserläufen und Mimosa pigra bildet in einen dichten Vegetationscover an den Grenzen der Feuchtgebiete. Höhere Baumarten kommen nur vereinzelt in den Feuchtgebieten vor, wie zum Beispiel die Duftende Akazie (Acacia nilotica) und die Doumpalmenart Hyphaene thebaica. An den Flussläufen und den Flussdeltas bilden sich dichtere Galeriewälder aus.

### Fauna
Besondere Bedeutung haben die Lake Chad Wetlands für die Avifauna, insbesondere Wasservögel, und für Zugvögel aus der nördlichen Hemisphäre, die die Feuchtgebiete als Rast- und Überwinterungsquartier nutzen. Mehr als 300 Vogelarten wurden in den Feuchtgebieten beobachtet, davon waren acht Vogelarten neue Besucher Nigerias. Bedrohte Vogelarten in den Lake Chad Wetlands sind zum Beispiel die Doppelschnepfe (Gallinago media) und die Steppenweihe (Circus macrourus).